# Óscar Bonfiglio
Óscar Bonfiglio Martinez (* 5. Oktober 1905; † 14. Januar 1987), auch bekannt unter dem Spitznamen El Yori, war ein mexikanischer Fußballspieler.

## Biografie

### Internationale Karriere
Der Torwart war Mitglied der mexikanischen Fußballnationalmannschaft und nahm mit ihr an der ersten Fußball-Weltmeisterschaft 1930 teil. Dort kam er in den Spielen gegen Frankreich und Argentinien zum Einsatz. In diesen beiden Spielen kassierte er zehn Gegentore. Zudem gehörte er dem Aufgebot bei den Olympischen Sommerspielen 1928 an, bei denen Mexiko im Achtelfinale mit 1:7 an Spanien scheiterte.

### Karriere im Verein
Óscar Bonfiglio „El Yori“ begann seine aktive Spielerlaufbahn bei der Militärmannschaft Cuenta y Administración, die vom Leiter der gleichnamigen Abteilung, dem fußballbegeisterten Oberst Rafael M. Aguirre, ins Leben gerufen worden war. Mit Aufnahme in die Hauptstadtliga erhielt die Mannschaft den neuen Namen Guerra y Marina, unter dem sie in der Saison 1922/23 in der Liga mitwirkte. Weil es die Statuten der Liga fortan verboten, eine Mannschaft nach einer offiziellen Institution (in diesem Fall des Kriegs- und Marineministeriums) zu benennen, musste der Verein sich für die kommende Spielzeit einen neuen Namen zulegen. Weil viele Gründungsmitglieder und Spieler aus den mexikanischen Bundesstaaten Sonora und Sinaloa kamen – auch Bonfiglio war gebürtiger Sonorenser –, bildeten diese die Grundlage für den neuen Namen Son-Sin, unter dem die Mannschaft in der Saison 1923/24 in der Hauptstadtliga antrat. Nachdem der jetzige General Aguirre nach Sonora beordert worden war, fiel die Mannschaft auseinander und Bonfiglio wechselte zum CF Asturias. Nach der Rückkehr von General Aguirre nach Mexiko-Stadt füllte er die darbende Fußballmannschaft mit neuem Leben. Dies war die Geburtsstunde des Club Marte, der ab der Saison 1928/29 in der Hauptstadtliga spielte. Mit Bonfiglio zwischen den Pfosten gewann der reaktivierte Verein 1929 auf Anhieb die Meisterschaft. Eine der in jeder Hinsicht bittersten Stunden in der Vereinsgeschichte des Club Marte war die in der Meisterschaftsrunde 1932/33 erlittene 3:10-Niederlage gegen den Club América. Was jedoch wesentlich schwerer wog als die Höhe des Ergebnisses, war die Verletzung, die sich Óscar Bonfiglio in jenem Spiel zuzog. Er erlitt einen komplizierten Beinbruch, der ihn zu seinem vorzeitigen Rückzug aus dem aktiven Fußballerdasein zwang.

### Tätigkeiten im Anschluss an die aktive Laufbahn
Nach seiner Spielerkarriere ging er nach Guadalajara, wo ihm zunächst der Posten als Präsident der Liga de Fútbol de Jalisco anvertraut wurde. Nach einer kurzen Trainerstation beim CD Guadalajara übernahm er 1939 den Neuaufbau der Selección Jalisco und führte die Auswahlmannschaft von Jalisco durch die letzten drei Spielzeiten der Primera Fuerza. Nach Einführung des Profifußballs ging Bonfiglio nach Mexiko-Stadt zurück und übernahm 1944 einen Funktionärsposten beim CF Atlante, den er bis 1947 ausübte. 1948 wechselte er nach Irapuato, wo er den Trainerposten beim CD Irapuato übernahm.

## Titel
- Mexikanischer Meister: 1929 (mit Marte)

## Trivia
Bonfiglio war der Vater des mexikanischen Schauspielers Oscar Morelli und Großvater des Schauspielers Óscar Bonfiglio.